# Corinna peninsulana
Corinna peninsulana là một loài nhện trong họ Corinnidae.
Loài này thuộc chi Corinna. Corinna peninsulana được Richard C. Banks miêu tả năm 1898.